# Bethania de la Cruz
Bethania de la Cruz de Peña (Santo Domingo,13 de maio de 1985) é uma  voleibolista indoor dominicana, atuante na posição de Ponteira, com marca de alcance de 330 cm no ataque e 320 cm no bloqueio. 

## Carreira
Medalhista de ouro na edição do Campeonato NORCECA de 2009 em Porto Rico, possui duas medalhas de prata nesta competição nos anos de 2011 e 2013, sediados em Porto Rico e nos Estados Unidos. Em 2012 disputou a edição dos Jogos Olímpicos de Londres e alcançou a quinta colocação final.

## Premiações individuais
- Melhor Ponteira da Copa Pan-Americana de 2022
- Melhor Sacadora da Copa Pan-Americana de 2022